# Přírodní památka
Přírodní památka (PP) je právně chráněný přírodní útvar, zejména ceněný s ohledem na hodnoty vědecké, historické, kulturní ap.

## Přírodní památka v Česku
V Česku je PP definována zákonem jako „Přírodní útvar menší rozlohy, zejména geologický či geomorfologický útvar, naleziště vzácných nerostů nebo ohrožených druhů ve fragmentech ekosystémů, s regionálním ekologickým, vědeckým či estetickým významem, a to i takový, který vedle přírody formoval svou činností člověk. PP může orgán ochrany přírody vyhlásit a stanovit přitom také její bližší ochranné podmínky.
V rámci Mezinárodního svazu ochrany přírody je klasifikovaná v kategorii III.
V přírodní památce se pěší turista může pohybovat i mimo značené cesty, avšak měl by zachovávat nepsaná pravidla zvýšeného ohledu jak na živé, tak neživé součásti přírody.
Cyklista se může pohybovat jen po značených cyklostezkách. Bivakování je povoleno, táboření nikoliv.

## Přírodní památka na Slovensku
Jedná se o kategorii chráněných území na Slovensku mající vědecký, kulturní, ekologický, estetický nebo krajinotvorných význam.

## Historie
Termín zavedl Alexander von Humboldt na přelomu 18. a 19. století, což dalo začátek trendu zachovávání památek při ochraně přírody. Velkým propagátorem ochrany stromů byl Hugo Wilhelm Conwentz, který pod pojem přírodní památky navrhoval zahrnout také vzácné druhy rostlin a zvířat.

## Podle zemí
Tabulka zachycuje přehled přírodních památek podle jednotlivých zemí, kde je tato kategorie ochrany přírody zavedena.
| země      | v místním jazyce         | počet přírodních památek v zemi | seznam přírodních památek v zemi       |
| --------- | ------------------------ | ------------------------------- | -------------------------------------- |
| Bulharsko | Природна забележителност | 349                             | Seznam přírodních památek v Bulharsku  |
| Česko     | Přírodní památka         | 1558                            | Seznam přírodních památek v Česku      |
| Litva     | Gamtos paminklai         | ?                               | Seznam přírodních památek v Litvě      |
| Německo   | Naturdenkmal             | ?                               | Seznam přírodních památek v Německu    |
| Polsko    | Pomnik przyrody          | 36 510 (2015)                   | Seznam přírodních památek v Polsku     |
| Rakousko  | Naturdenkmal             | ?                               | Seznam přírodních památek v Rakousku   |
| Slovensko | Prírodná pamiatka        | 250 (stav k 31.12. 2009)        | Seznam přírodních památek na Slovensku |
| USA       | National Monument        | ?                               | Seznam přírodních památek v USA        |
| Španělsko | Monumento natural        | ?                               | Seznam přírodních památek ve Španělsku |
| Švédsko   | Naturminne               | ?                               | Seznam přírodních památek ve Švédsku   |
| Švýcarsko | Naturdenkmal             | ?                               | Seznam přírodních památek ve Švýcarsku |
| Ukrajina  | Пам'ятка природи         | ?                               | Seznam přírodních památek na Ukrajině  |